# Paddy Driver
Pas d'image ? Cliquez ici
Paddy Driver est un pilote auto-moto sud-africain né le 13 mai 1934 à Johannesbourg. Il participa au Championnat du monde de vitesse moto de 1958 à 1965, au Championnat d'Afrique du Sud de Formule 1 de 1969 à 1974 ainsi que deux fois au Grand Prix automobile d'Afrique du Sud, en 1963 et en 1974. Il est l'un des seuls pilotes qui a couru en moto et en Formule 1 avec John Surtees ou Mike Hailwood par exemple.

## Carrière

### Sur moto
Paddy Driver commence sa carrière internationale en sport mécaniques par la moto en 1958 en participant au Tourist Trophy au guidon d'une Norton dans les catégories 350 et 500 cm3. Il ne sera classé que dans la première catégorie, terminant la course onzième.
Il poursuit en 1959 avec trois courses dans chaque catégorie. En 350 cm3 il terminera notamment cinquième en France et en Italie, lui permettant de marquer 4 points et d'être classé douzième du championnat. Il finira treizième en 500 cm3 avec 3 sixièmes places lors de ses 3 apparitions.
En 1960 il améliore ses résultats aux championnats car il participe à plus de courses. Il termine ainsi neuvième en 300 cm3 et septième en 500 cm3, toujours sur Norton.
En 1961 il participe à son premier Grand Prix de 250 cm3, sur une Suzuki, lors du Tourist Trophy, au cours duquel il abandonnera. C'est également cette année-là qu'il monte pour la première fois sur le podium, en terminant troisième du Grand Prix d'Italie 500 cm3 au guidon de sa Norton.
Il renouvelle l'exploit lors du Grand Prix de Belgique 1962 sur une EMC en catégorie 125 cm3.
En 1963, on ne le croisera que lors du Tourist Trophy sur une AJS 350 cm3, terminant neuvième, et sur une Matchless 500 cm3, terminant septième.
1964 sera une bonne saison pour Paddy Driver, signant trois podiums d'affilée dans la catégorie 500 cm3 aux Pays-Bas, en Belgique et en Allemagne. Ces résultats lui permettent d'être classé cinquième du championnat.

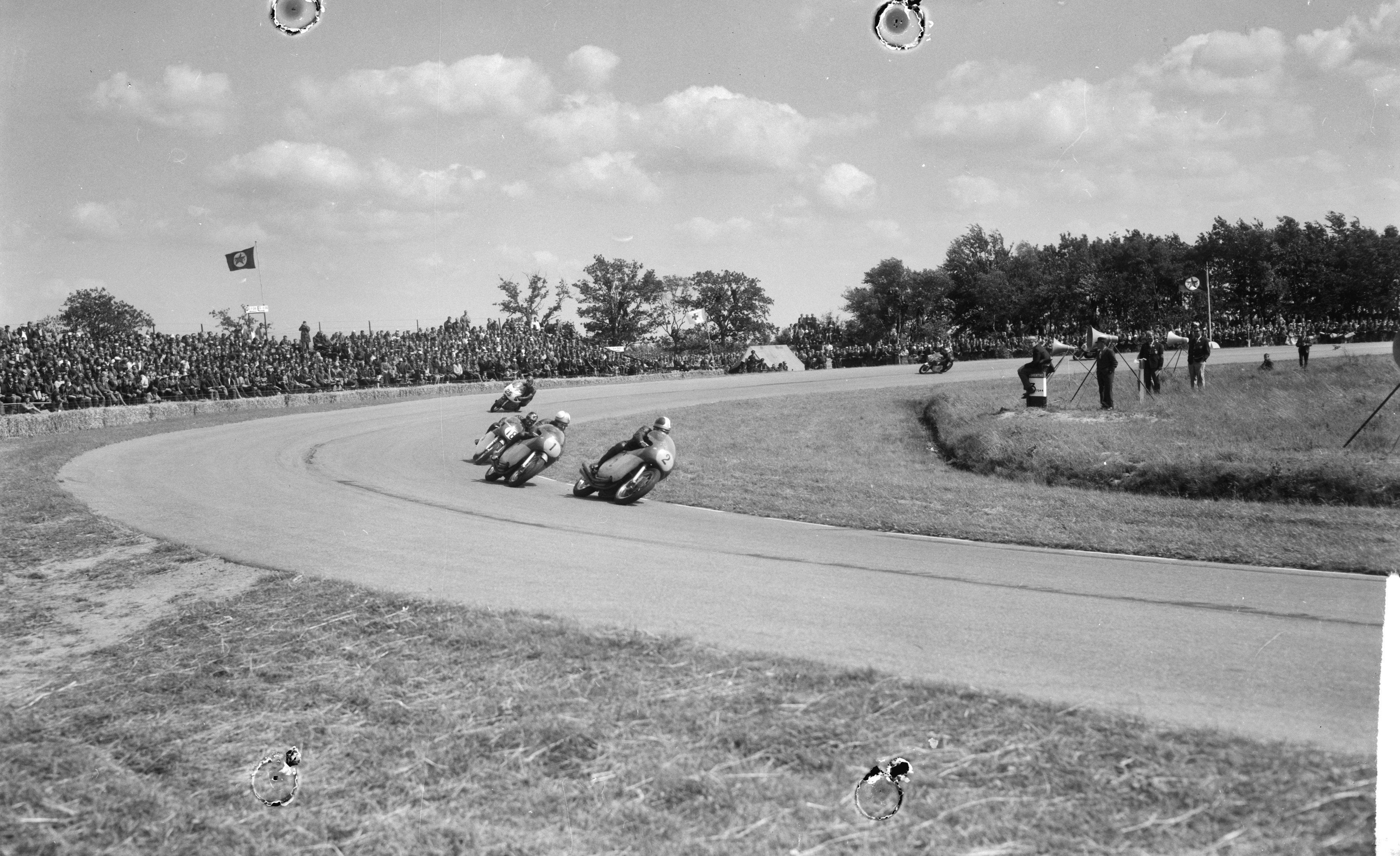
Mike Hailwood et Giacomo Agostini devançant Paddy Driver lors du Grand Prix moto des Pays-Bas 1965.

1965 sera encore meilleure puisque Paddy montera quatre fois sur le podium en 500 cm3, finissant troisième aux Pays-Bas et en Allemagne et deuxième en Ulster (réalisant également son premier et unique meilleur tour en course) et en Finlande. Il termine ainsi sa dernière saison en championnat du monde de vitesse moto à la troisième position du championnat.
Paddy Driver sera monté neuf fois sur le podium en 33 Grands Prix et réalisera un meilleur tour en course.

### Sur auto
Paddy Driver fait ses premiers tours de roues en monoplace en Europe alors qu'il court sur moto. Il participe dès 1953 à des courses de Formule Junior sur une Lotus 20. 
Ce n'est que dix ans plus tard qu'on le retrouve dans une auto, lors du Grand Prix automobile du Rand 1963, terminant septième sur une Lotus 24 du Selby Auto Parts appartenant autrefois à Joseph Siffert. Il est également inscrit au Grand Prix automobile d'Afrique du Sud sur la même voiture, mais son moteur cassera dès les essais libres et il ne pourra pas prendre part à la course.
Il ne se consacre pleinement à la course automobile qu'après avoir mis fin à sa carrière de pilote de moto, en participant au Championnat d'Afrique du Sud de Formule 1 en 1969, sur une Lola T140 de Formule 5000 appartenant à Doug Serrurier et parvient à monter deux fois sur le podium cette saison.
Consolidé par ces résultats, il retente l'expérience en 1970 et monte une fois sur le podium.
En 1971, il s'achète une McLaren M10B et réalise une belle saison, avec 5 podiums et une quatrième place au championnat.
Il termine à la même position en 1972, sur la même auto mais avec un podium de plus.
1973 restera sa meilleure saison en Championnat d'Afrique du Sud de Formule 1, puisqu'il sera classé troisième avec 9 podiums.
En 1974, il passe sur une Lotus 72E du Team Gunston. Il sera de nouveau quatrième du championnat, avec 5 podiums mais toujours aucune victoire à son actif. On le croise également au Grand Prix automobile d'Afrique du Sud, où il se qualifie vingt-sixième. Néanmoins, un problème d'embrayage l'empêchera de finir la course.
Il participe par la suite à des courses de voitures de tourisme, remportant plusieurs victoires sur sa Mazda Capella, tout en dirigeant sa propre entreprise de préparation de moteurs.
En 1983, il est de nouveau pilote lors d'une course de classe internationale : les 1000 kilomètres de Kyalami, sur une BMW 530i, aux côtés de Robby Smith. Ils sont néanmoins contraints à l'abandon.
En 1984 il s'essaye aux courses de rallye, participant au Championnat d'Afrique du Sud, remportant quelques compétitions.

## Résultats en championnat du monde de vitesse moto
| Saison | Classe  | Equipe    | Nombre de courses | Points | Classement | Victoires | Podiums | Meilleurs tours |
| ------ | ------- | --------- | ----------------- | ------ | ---------- | --------- | ------- | --------------- |
| 1958   | 350 cm3 | Norton    | 1                 | 0      | –          | 0         | 0       | 0               |
| 1958   | 500 cm3 | Norton    | 1                 | 0      | –          | 0         | 0       | 0               |
| 1959   | 350 cm3 | Norton    | 3                 | 4      | 12e        | 0         | 0       | 0               |
| 1959   | 500 cm3 | Norton    | 3                 | 3      | 13e        | 0         | 0       | 0               |
| 1960   | 350 cm3 | Norton    | 5                 | 5      | 9e         | 0         | 0       | 0               |
| 1960   | 500 cm3 | Norton    | 5                 | 9      | 7e         | 0         | 0       | 0               |
| 1961   | 250 cm3 | Suzuki    | 1                 | 0      | –          | 0         | 0       | 0               |
| 1961   | 350 cm3 | Norton    | 1                 | 0      | –          | 0         | 0       | 0               |
| 1961   | 500 cm3 | Norton    | 3                 | 5      | 10e        | 0         | 1       | 0               |
| 1962   | 125 cm3 | EMC       | 4                 | 6      | 10e        | 0         | 1       | 0               |
| 1962   | 500 cm3 | Norton    | 3                 | 7      | 9e         | 0         | 0       | 0               |
| 1963   | 350 cm3 | AJS       | 1                 | 0      | –          | 0         | 0       | 0               |
| 1963   | 500 cm3 | Matchless | 1                 | 0      | –          | 0         | 0       | 0               |
| 1964   | 350 cm3 | AJS       | 3                 | 5      | 7e         | 0         | 0       | 0               |
| 1964   | 500 cm3 | Matchless | 6                 | 16     | 5e         | 0         | 3       | 0               |
| 1965   | 350 cm3 | AJS       | 2                 | 1      | 24e        | 0         | 0       | 0               |
| 1965   | 500 cm3 | Matchless | 7                 | 26     | 3e         | 0         | 4       | 1               |

## Résultats en championnat du monde de Formule 1
| Saison | Écurie            | Châssis   | Moteur           | Courses   | Victoires | Podiums | Pole positions | Meilleurs tours | Points | Classement |
| ------ | ----------------- | --------- | ---------------- | --------- | --------- | ------- | -------------- | --------------- | ------ | ---------- |
| 1963   | Selby Auto Spares | Lotus 24  | BRM V8           | 0 (1 Np.) | 0         | 0       | 0              | 0               | 0      | Nc.        |
| 1974   | Team Gunston      | Lotus 72E | Ford Cosworth V8 | 1         | 0         | 0       | 0              | 0               | 0      | Nc.        |

## Résultats en championnat d'Afrique du Sud de Formule 1
| Saison | Écurie            | Châssis           | Moteur               | Courses | Victoires | Podiums | Pole positions | Meilleurs tours | Points | Classement |
| ------ | ----------------- | ----------------- | -------------------- | ------- | --------- | ------- | -------------- | --------------- | ------ | ---------- |
| 1963   | Selby Auto Spares | Lotus 24          | BRM V8               | 1       | 0         | 0       | 0              | 0               | 0      | Nc.        |
| 1969   | Doug Serrurier    | Lola T140         | Ford V8              | 8       | 0         | 2       | 0              | 0               | 20     | 6e         |
| 1970   | Doug Serrurier    | Lola T140         | Ford V8              | 5       | 0         | 1       | 0              | 0               | 12     | 6e         |
| 1971   | Team Personality  | McLaren M10B (en) | Ford V8              | 12      | 0         | 5       | 0              | 0               | 40     | 4e         |
| 1972   | Team Wynns        | McLaren M10B (en) | Ford V8 Chevrolet V8 | 12      | 0         | 6       | 0              | 0               | 34     | 4e         |
| 1973   | Team Wynns        | McLaren M10B (en) | Ford V8              | 12      | 0         | 9       | 0              | 0               | 52     | 3e         |
| 1974   | Team Gunston      | Lotus 72E         | Ford Cosworth V8     | 9       | 0         | 5       | 0              | 0               | 28     | 4e         |